# Sakkarakottai
Sakkarakottai es una ciudad censal situada en el distrito de Ramanathapuram en el estado de Tamil Nadu (India). Su población es de 15355 habitantes (2011). Se encuentra a 3 km de Ramanathapuram y a 113 km de Madurai.

## Demografía
Según el censo de 2011 la población de Sakkarakottai era de 15355 habitantes, de los cuales 7632 eran hombres y 7723 eran mujeres. Sakkarakottai tiene una tasa media de alfabetización del 90,88%, superior a la media estatal del 80,09%: la alfabetización masculina es del 94,51%, y la alfabetización femenina del 87,33%.